# Ministério da Educação (Angola)
| Ministério da Educação                                                            |                                  |
| Angola Three Towers, Rua Gamal Abdel Nasser, Ingombota, Luanda, LU med.gov.ao/ao/ |                                  |
| Criação                                                                           | 12 de novembro de 1975 (49 anos) |
| Atual ministro                                                                    | Luísa Grilo                      |

O Ministério da Educação (MED) é um órgão do Governo da República de Angola que, em sua estrutura administrativa, cuida da formulação, execução e avaliação das políticas nacionais dirigidas à educação, com as políticas de qualificação profissional. Sua autoridade superior é o Ministro da Educação.

## Histórico
As raízes do ministério datam de fevereiro de 1969 quando foi criada a Secretaria Provincial da Educação de Angola, sob comando de José Pinheiro da Silva.
Já no Acordo do Alvor, onde foi estabelecido o Conselho Presidencial do Governo de Transição, foi criada, em 15 de janeiro de 1975, a pasta do Ministério da Educação e Cultura, liderada pelo ministro Jerónimo Elavoko Wanga. Com o acirramento dos conflitos da Guerra Civil Angolana em agosto de 1975, Wanga abandona as funções ministeriais, sendo criada, em seu lugar, Comissão de Gestão do Ministério da Educação, coordenada por José Guerra Marques.
O ministério foi formalmente recriado em novembro de 1975 como "Ministério da Educação e Cultura", já em 1976 somente como "Ministério da Educação". Por duas vezes, entre 1975 e 1976 e entre 1996 e 2003, a pasta concentrou atribuições da cultura, chamando-se, nestes períodos, de "Ministério da Educação e Cultura". Na sua concepção no pós-idependência, concentrou notáveis nomes da intelectualidade e da intelligentsia angolana e africana, como António Jacinto, Ambrósio Lukoki (os dois primeiros a ocupar a função de ministro) e Pepetela (que foi Vice-Ministro de 1976 até 1982).
A atual Ministra da Educação é Luísa Grilo.

### Lista de ministros
| Ministro                       | Início | Fim      |
| ------------------------------ | ------ | -------- |
| António Jacinto                | 1975   | 1976     |
| Ambrósio Lukoki                | 1976   | 1981     |
| Tutu Teixeira                  | 1981   | 1991     |
| António Burity da Silva Neto   | 1991   | 1992     |
| João Manuel Bernardo           | 1992   | 1996     |
| António Burity da Silva Neto   | 1996   | 2010     |
| Pinda Simão                    | 2010   | 2017     |
| Maria Cândida Pereira Teixeira | 2017   | 2019     |
| Ana Paula Tuavanje Elias       | 2019   | 2020     |
| Luísa Grilo                    | 2020   | presente |